# 大小姐 (組合)
大小姐（日語：大小姐），是一個來自於Hello! Project的台灣女子組合。為早安家族首度海外選拔會「早安家族New Star」的獲得特別獎者所組成的團體，成為早安家族第二個由台灣籍成員組成的海外團體，於2009年創立，成員現已各自發展。

## 歷史
2008年
- Hello! Project第一次於海外選秀早安家族NEW STAR年少組之入選者，吳兆絃與藍愛子一樣稱呼為早安幼幼組
- 9月21日 - 由台視選秀節目「早安家族New Star」中除選出六位成員（即後來組成的冰淇淋少女組。）以外獲得特別獎。

2009年
- 2009年1月 - 於Hello! Project日本橫濱演唱會與久住小春一同演出，三月加入成為Hello! Project的一員
- 在台灣也參加多數的節目演出
- 3月1日 - 正式宣布團體名稱「兆絃＆愛子」。[1][2]
- 9月14日 - 以團體名稱『大小姐』正式在台灣出道。[3][4]

2012年
- 5月 - 大小姐的資料在日本Hello! Project的官網被刪除，正式脫離Hello! Project，成員現為張小燕旗下經紀公司新視麗娛樂創作所屬藝人。

## 團名由來
製作人黃舒駿在爲兩個女孩發想團名時，曾經取名為「泡泡糖」、「元氣鬧鬧」、「甜心小魔女」……等，想了70個團名都覺得不適合的時候，因為有一次張小燕來探望她們，兩個小女孩竟然以「大姐」和「小姐」來稱呼自己，讓他得到靈感，並將團名取為「大小姐」。
「大小姐」不是現在社會上那種千金型的大小姐，也不是世故的小大人，而是天真可愛的大姐、小姐，組成的「大小姐」，她們將以可愛的外表以及天真無邪的心，組成宇宙無敵比太陽還要耀眼的宇宙無敵「大小姐」。

## 成員
| 吳兆絃 | Frances | 2000年12月27日 | 中華民國 |
| 蓝爱子 | Aiko    | 2002年12月21日 | 中華民國 |

### 吳兆絃
吳兆絃（Frances，2000年12月27日－）。是Hello! Project中年紀第二小的。在Hello! Project第一次海外選秀中，總決賽錄取六人(現為冰淇淋少女組)以外， 兆絃＆愛子獲得特別獎，之後於2009年1月，應邀參加Hello! Project日本橫濱演唱會，與久住小春一同登台演出，大受歡迎。
演出經歷
- Hello! Project第一次於海外選秀早安家族NEW STAR年少組之入選者，與藍愛子一樣稱呼為早安幼幼組
- 與一樣是幼幼組的藍愛子組成團體「大小姐」
- 2009年1月於Hello! Project日本橫濱演唱會與久住小春一同演出，三月加入成為Hello! Project的一員
- 在台灣也參加多數的節目演出
- 參加台視早安家族的比賽當中，表演日語版的小甜甜，大獲好評，之後就被稱為小甜甜
- 海角七號男主角范逸臣演唱宣傳
- 2009年於日本橫濱早安少女萬人演唱會與久住小春一同演出
- 張小燕主持之百萬小學堂與愛子一起演唱主題曲
- 民視 愛似百匯客串邢咕嘟一角
- 八大综合台 华丽的挑战饰演罗利的孙女玛莉(原著角色宝田玛丽亚)
- 你的孩子不是你的孩子必須過動  飾演楊若娃
- 2019年6月參選明日之子水晶時代演唱《小冤家》卻不幸止步於第一集，孫燕姿、華晨宇等星推官在演唱完畢時給予她支持加油與鼓勵。
- 目前在tiktok国际版直播并用FRANCES 小法宝这个名字作为账户名字。[5]

### 藍愛子
藍愛子（Aiko，2002年12月21日－），是Hello! Project中年紀最小的。在Hello! Project第一次海外選秀中，總決賽錄取六人（現為冰淇淋少女組）以外， 兆絃＆愛子獲得特別獎，之後於2009年1月，應邀參加日本Hello! Project橫濱萬人演唱會，與久住小春一同登台演出，大受歡迎。
演出經歷
- Hello! Project第一次於海外選秀早安家族NEW STAR最年少之入選者，與吳兆絃一樣稱呼為早安幼幼組
- 與一樣是幼幼組的吳兆絃組成團體「大小姐」
- 2009年1月於日本Hello! Project日本橫濱演唱會與久住小春一同演出，三月加入成為Hello! Project的一員
- 在台灣也參加多數的節目演出
- 參加台視早安家族的比賽當中，演唱日語的桃太郎，大獲好評
- 海角七號男主角范逸臣演唱宣傳
- 2009年於日本橫濱早安少女萬人演唱會與久住小春一同演出
- 張小燕主持之百萬小學堂與兆絃一起演唱主題曲
- 2012年參加偶像劇「愛情女僕」演出 飾演球球一角

## 主要作品

### 音樂

#### 單曲
love

#### 專輯
1. 加加油大小姐(2011年1月25日)
2. Follow Me(2013年7月30日)

##### 迷你專輯
1. 我是大小姐(2009年9月15日)
2. 我是大小姐 虎虎生風賀年版(2010年2月3日)

### 主持節目
- 小孩很忙(代班，2010年11月)
- 料理甜甜圈 （與香蕉哥哥一起主持）

### 參與節目

#### 2008年
- 早安家族 New Star(~9月21日)
- 早安家族New Star 的比賽當中，兆絃&愛子表演十分鐘的戀愛
- 早安家族New Star 的比賽當中，兆絃&愛子表演久住小春的Chance!（页面存档备份，存于）
- 鑽石夜總會(10月19日)

#### 2009年
- 鑽石夜總會(9月20日)、(10月25日)
- 娛樂百分百(9月26日)、(10月7日)
- 國人都叫好(10月5日)
- 王牌大明星(10月6日)
- 百萬小學堂(10月9日)
- 王牌大賤諜(10月8日)
- 豬哥會社(10月10日)
- 第44屆電視金鐘獎(10月16日)
- 百萬大歌星(10月17日)
- 王牌大明星(11月11日)
- 成名一瞬間 超級童盟會(11月14日)
- 快樂大本營(湖南衛視台)(12月5日)

#### 2010年
- 2010春晚(湖南衛視台)(10年2月15日)
- 小年夜聯歡晚會(湖南衛視台)(2月7日)
- 我是大評委：童星鬧虎春(浙江衛視)(2月16日)
- 完全娛樂(2月9日)
- 鑽石夜總會鑽石迎新春(2月14日)
- 百萬大歌星(3月13日)
- 超級巨星 紅白藝能大賞(2月13日)
- 娛樂百分百(4月19日)
- 愛唱才會贏(浙江衛視)(5月9日)
- 帶子英雄
- 愛似百匯 (電視劇)(4月15日 - 8月24日)
- 開學第一課(中央電視台綜合频道)(9月1日)
- 康熙來了(9月7日)
- SS小燕之夜(9月9日)

在这之后因为学业而暂时退出演艺圈，几年后他们分别上其他通告的节目

#### 2019年
爱子-全民星攻略（20190917）

#### 2020年
吴兆弦-综艺大热门(20200605)

#### 2023年
吴兆絃-请问你正常吗？（20230116）
爱子-小明星大跟班（20231002）

#### 2024年
爱子-全民星攻略(20240807)
爱子-女王大人(20241216)

#### 2025年
爱子-小姐不熙娣 （20250508）

## 廣告代言
| 年份 | 廣告代言                                   |
| ---- | ------------------------------------------ |
| 2010 | 《第二屆金僑獎活動代言人》,《比菲多小Q瓶》 |

## 外部連結
- 吳兆絃的Instagram帳戶
- 吳兆絃的Facebook專頁
- 吳兆絃的新浪微博
- 藍愛子的Instagram帳戶
- 藍愛子的Facebook專頁
- 藍愛子的新浪微博
- 大小姐官方部落格（页面存档备份，存于）（已停止更新）